# 武仙座28
武仙座28，又名BD+05 3223，HD 149121、SAO 121676、HR 6158，是武仙座的一颗恒星，视星等为5.63，位于銀經21.01，銀緯33.25，其B1900.0坐标为赤經16h 27m 40.3s，赤緯+5° 33.25′ 3″。